# Lema de bombament per a llenguatges regulars
En la teoria de llenguatges formals, el lema del bombament per a llenguatges regulars descriu una propietat essencial de tot llenguatge regular. Informalment, diu que qualsevol paraula suficientment llarga en un llenguatge regular pot ser bombada - això és, repetir una secció en la meitat de la paraula un nombre arbitrari de vegades - per produir una nova paraula que també pertany al mateix llenguatge.
El lema de bombament fou enunciat per primera vegada per I. Bar-Hillel, M. Perles, I. Shamir en 1961. És útil per demostrar que un llenguatge específic no és regular.

## Enunciat formal
Sigui {\displaystyle L} un llenguatge regular. Aleshores existeix un enter {\displaystyle p\geq 1} (al que anomenem "longitud de bombament" i que dependrà exclusivament de {\displaystyle L}) tal que qualsevol cadena {\displaystyle w} pertanyent a {\displaystyle L}, de longitud major o igual que {\displaystyle p}, pot ser escrita com {\displaystyle w=xyz} (p. ex. dividint {\displaystyle w} en tres subcadenes), de forma que es satisfacin les següents condicions:
1. {\displaystyle |y|\geq 1}
2. {\displaystyle |xy|\leq p}
3. {\displaystyle \forall i/\ i\geq 0,xy^{i}z\in L}

{\displaystyle y} és la subcadena que pot ser bombada (esborrada o repetida un número {\displaystyle i} de vegades com s'indica en (3), i la cadena resultant seguirà pertanyent a {\displaystyle L}). (1) significa que la cadena {\displaystyle y} que es bomba ha de tenir com a mínim longitud u. (2) significa que {\displaystyle y} ha d'estar dintre dels {\displaystyle p} primers caràcters. No hi ha restriccions sobre de {\displaystyle x} o {\displaystyle z}.